# La Bataille du Rio de la Plata
Cet article concerne l'adaptation cinématographique. Pour la bataille en elle-même, voir Bataille du Rio de la Plata.
Pour plus de détails, voir Fiche technique et Distribution.
La Bataille du Rio de la Plata (The Battle of the River Plate) est un film britannique réalisé par Michael Powell et Emeric Pressburger, sorti en 1956.
Les principaux interprètes du film sont John Gregson, Anthony Quayle et Ian Hunter.

## Synopsis
Le 13 décembre 1939 commence la Bataille du Rio de la Plata, dans laquelle la Royal Navy localisa et endommagea ke puissant cuirassé de poche allemand (panzerschiffe), l'Admiral Graf Spee, qui menaçait les convois de ravitaillement anglais. Coincé dans le port de Montevideo pour réparer ses avaries, il doit cependant quitter le port pour des raisons politiques. Menacé d'être coulé par une hypothétique flotte anglaise au large de l'embouchure du Río de la Plata, le Graf Spee choisit finalement de se saborder.

## Fiche technique
- Titre original :  The Battle of the River Plate
- Titre français :  La Bataille du Rio de la Plata
- Titre belge : Le Sabordage du Graf Spee
- Réalisation : Michael Powell et Emeric Pressburger
- Scénario : Michael Powell et Emeric Pressburger
- Direction artistique : Arthur Lawson
- Photographie : Christopher Challis
- Son : C.C. Stevens, Gordon McCallum
- Montage : Reginald Mills
- Musique : Brian Easdale
- Production : Michael Powell et Emeric Pressburger
- Production exécutive : Earl St. John
- Production associée : Sydney S. Streeter
- Société de production : The Archers, Arcturus Productions, The Rank Organisation, British and Dominions Film Corporation
- Société de distribution : J. Arthur Rank Film Distributors
- Pays d’origine :  Royaume-Uni
- Langues originales : anglais, allemand, espagnol
- Format : couleur (Technicolor) — 35 mm — 1,85:1 (VistaVision) — son Mono (Westrex Recording System)
- Genre : Film de guerre
- Durée : 119 minutes (106 minutes dans la version américaine)
- Dates de sortie :
  -  Royaume-Uni : 30 novembre 1956 (Royal Command Film Performance)
  -  Royaume-Uni : 24 décembre 1956

## Distribution
- John Gregson (VF : Pierre Gay) : Capitaine Bell, HMS Exeter
- Anthony Quayle (VF : Gérard Ferrat) : Commodore Harwood, HMS Ajax
- Ian Hunter : Capitaine Woodhouse, HMS Ajax
- Jack Gwillim (VF : Marc Valbel) : Capitaine Parry, HMS Achilles
- Bernard Lee (VF : Claude Péran) : Capitaine Dove, MS Africa Shell
- Peter Finch : Capitaine Langsdorff, Admiral Graf Spee
- Lionel Murton (VF : Raymond Loyer) : Mike Fowler
- Anthony Bushell (VF : Jean-Henri Chambois) : Millington Drake, ministre britannique
- Peter Illing (VF : Raymond Rognoni) : Dr Guani, ministre des affaires étrangères uruguayen
- Michael Goodliffe (VF : Jean-François Laley) : Capitaine McCall, attaché militaire de la Royal Navy en Uruguay
- Patrick Macnee : Capitaine de corvette Medley, HMS Ajax
- John Le Mesurier : L'aumônier, HMS Exeter
- John Chandos : Dr Langmann, représentant de l'Allemagne à Montevideo
- Douglas Wilmer (VF : Jacques Berthier) : M. Desmoulins, représentant de la France à Montevideo
- William Squire : Ray Martin
- Roger Delgado : Capitaine Varela, Marine uruguayenne
- Andrew Cruickshank (VF : Jacques Berlioz) : Capitaine Stubbs, Doric Star
- Christopher Lee (VF : Christopher Lee) : Manolo
- Edward Atienza : Pop
- April Olrich : Dolores (doublure chant : Muriel Smith)

Et, parmi les acteurs non crédités :
- Paul Carpenter : le journaliste américain en Uruguay
- Barry Foster : Bill Roper (messager du capitaine Bell, HMS Exeter)
- Ambrosine Phillpotts : Mme Millington-Drake
- Nigel Stock : Un officier britannique, prisonnier sur l’Admiral Graf Spee

## Autour du film
Pour le tournage, le navire ayant joué le rôle du cuirassé de poche allemand Admiral Graf Spee est le croiseur lourd américain USS Salem (numéro de coque 139, bien visible dans le film) dont les servants de canons antiaériens ont gardé leur casque américain blanc. Le HMS Cumberland et le HMS Achilles (partiellement désarmé), ayant tous deux réellement participé à la bataille en 1939, sont également utilisés pour le tournage du film.
Le film a été tourné :
- En Uruguay, à Montevideo
- En Angleterre, aux Pinewood Studios à Iver Heath.

## Distinctions

### Nominations
- 1957 : BAFTA
  - Meilleur film
  - Meilleur film britannique
  - Michael Powell et Emeric Pressburger pour le Meilleur scénario